# Джиммі Сомервіль
Джи́ммі Сомервіль (англ. Jimmy Somerville; нар. 22 червня 1961) — шотландський поп-співак і автор пісень. У 1980-х роках був у складі поп-гуртів Bronski Beat і The Communards, а також мав сольну кар'єру. Він відомий, зокрема, за його потужний контратенор/фальцето стиль співу.

## Життєпис

### Кар'єра
У 1983 році Сомервіль став співзасновником синті-поп гурту Bronski Beat, разом з яким було записано декілька хітів, що попали до британських музичних чартів. Їхнім найвідомішим хітом стала пісня «Smalltown Boy», що посіла третє місце в чарті Великої Британії. У відеокліпі на цю пісню Сомервіль зіграв головного персонажа — гея, який покидає своє вороже до нього місто, заради іншого, доброзичливішого міста. Це було відображенням власного досвіду Сомервіла, коли він переїхав до Лондона приблизно в 1980 році, де мав можливість приєднатися до гей-сцени, а також відвідувати лондонську неформальну групу для гей-підлітків.

## Дискографія

### Соло альбоми
- Read My Lips (1989)
- Dare to Love (1995)
- Manage the Damage (1999)
- Home Again (2004)
- Suddenly Last Summer (2009)
- Homage (2015)

### зBronski Beat
- The Age of Consent (1984)

### зThe Communards
- Communards (1986)
- Red (1987)

## Awards
| Рік  | Номінований за                                    | Нагорода                            | Категорія         | Результат |
| ---- | ------------------------------------------------- | ----------------------------------- | ----------------- | --------- |
| 1984 | Framed Youth: The Revenge of the Teenage Perverts | Британський інститут кінематографії | Grierson Award    | Перемога  |
| 1991 | Себе                                              | BRIT Awards                         | Best British Male | Номінація |